# Küchengarten

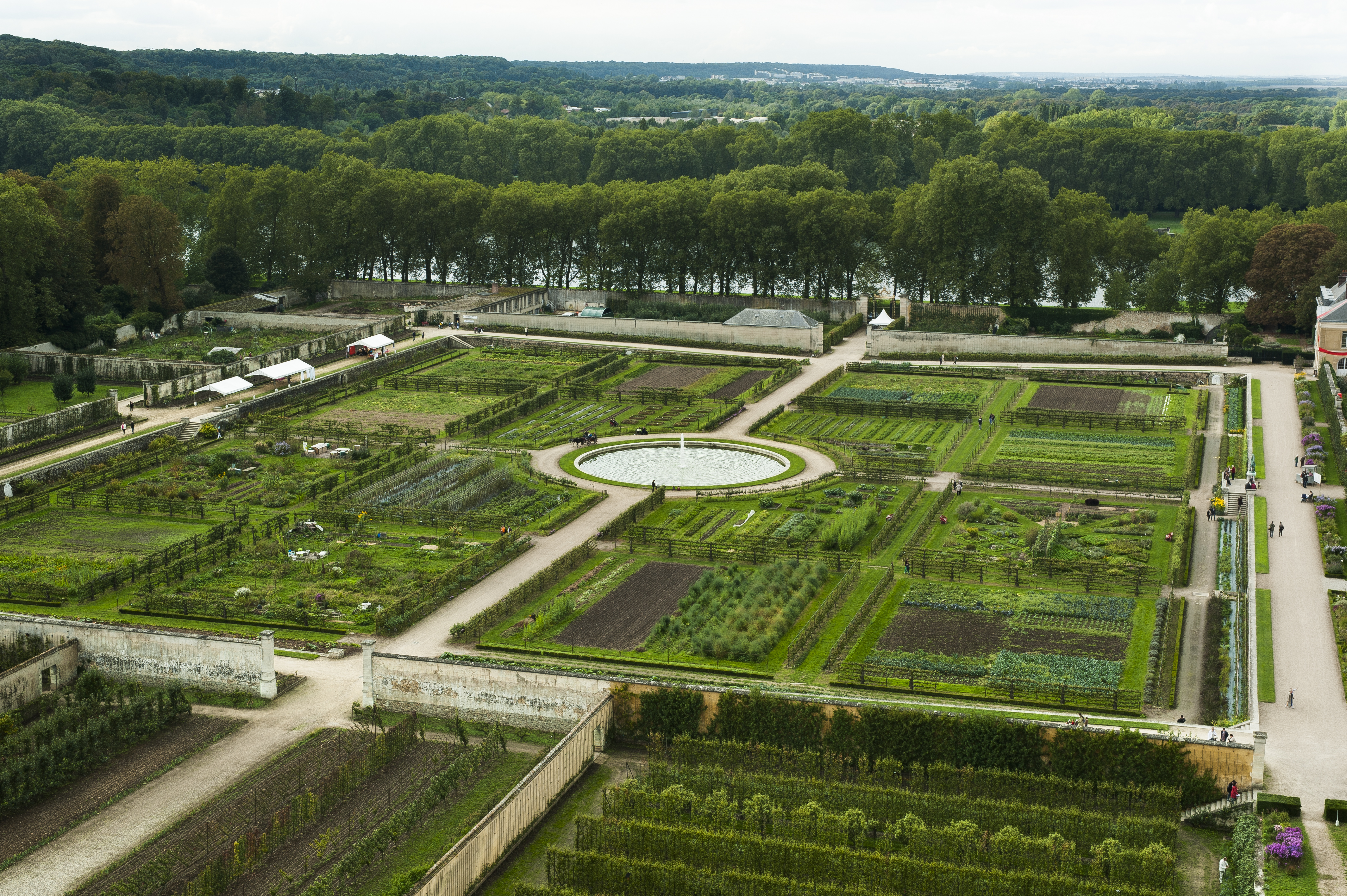
Potager du roi im Park von Schloss Versailles

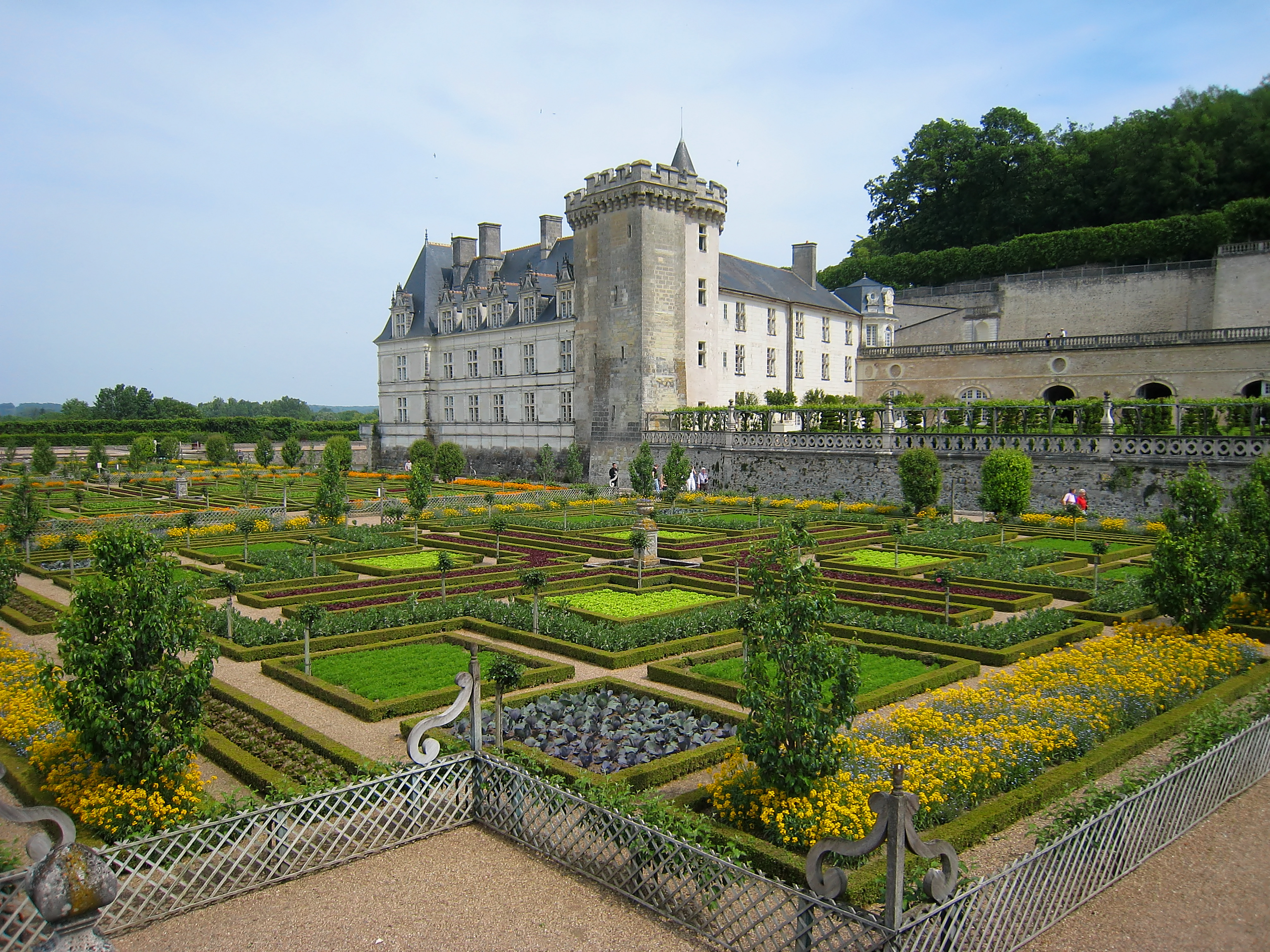
Schloss Villandry, Potager

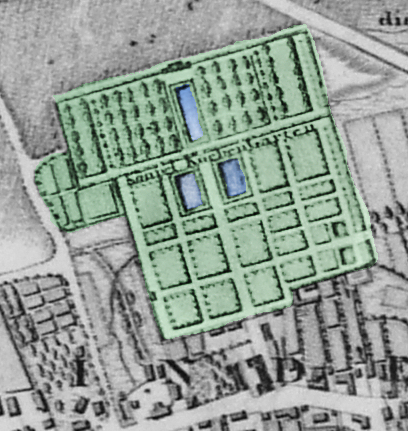
Küchengarten in Linden (1805)

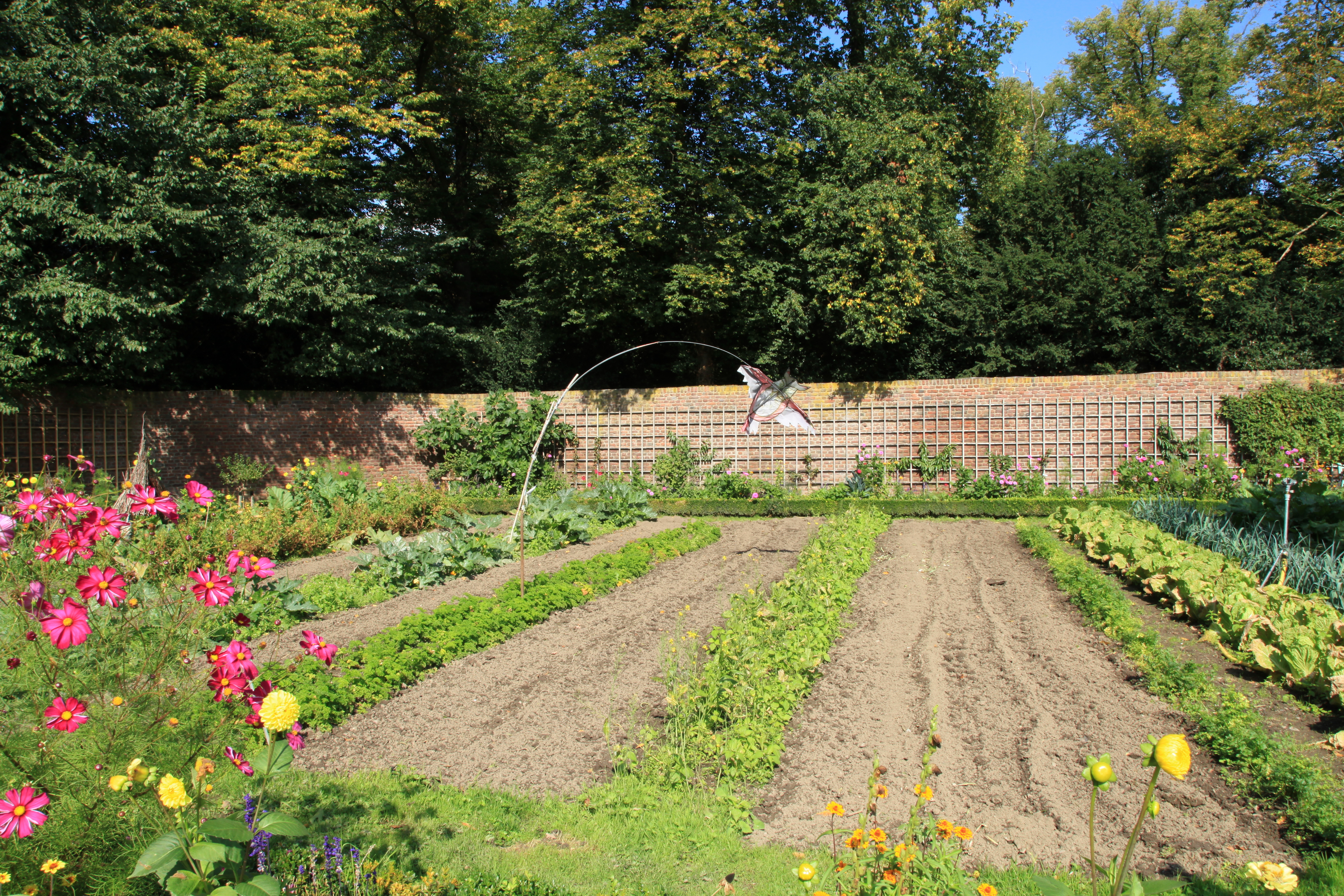
Küchengarten von Schloss Benrath

Küchengarten (auch Potager von französisch jardin potager) war früher die Bezeichnung für einen Obst- und Gemüsegarten zur Versorgung einer herrschaftlichen Küche. Es handelte sich um Nutzgärten, während die Lustgärten der Erholung dienten. Der Küchengarten versorgte die herrschaftlichen Köche, Konditoren und Apotheker mit Gemüse, Früchten, Kräutern und Heilpflanzen nach dem überlieferten Gartenbauwissen mittelalterlicher Klostergärten.

## Frankreich
Nach dem Vorbild des Potager du roi am Schloss Versailles, angelegt 1678 von Jean-Baptiste de La Quintinie, wurden in der Barockzeit zahlreiche Küchengärten ebenso gartenkünstlerisch gestaltet wie die Schmuckparterres und Broderien, eingefasst mit Randrabatten sowie Brunnenbecken in den Schnittpunkten von Wegen. La Quintinie war einer der ersten, denen es gelang, Früchte außersaisonal zu produzieren, über Hundert verschiedenen Feigensorten trugen bereits ab Mitte Juni, Erdbeeren wurden ab März geerntet und Salat im Januar.
Marie de Curel in (Château de St-Jean de Beauregard, Île-de-France) ließ diese Potagers wieder aufleben.

## England
In England wurde die Idee des dekorativen Küchengartens in den viktorianischen Gärten großer Güter wieder aufgenommen. Die Gärten von West Dean in Sussex bieten ein gutes Beispiel eines restaurierten viktorianischen Potager.
Potagers wurden in den letzten Jahren zunehmend populär. Rosemary Verey in England (Barnsley House in Gloucestershire) legte einen neuen Potager an, der allerdings vor allem der Zierde diente, der aber viele Nachahmer fand. Sie wurden auch auf der Chelsea Flower Show der britischen Royal Horticultural Society gezeigt. Die Baroness Laurence de Bosmelet gewann 2007 mit einem Potager „arc en ciel“ eine Goldmedaille in der Chelsea Flower Show, ebenso gewann Bunny Guinness 2011 mit einem Potager-Garten (M&G Garden) einen Preis.

## Deutschland
Der Küchengarten in Linden wurde 1652 von Herzog Georg Wilhelm als Lust- und Küchengarten für die seit 1637 bestehende Residenz der welfischen Herrscher des Fürstentums Calenberg im hannoverschen Leineschloss angelegt. Diese Funktion behielt er bis zum Ende des Königreichs Hannover 1866. Danach wurden an seiner Stelle (er befand sich im Bereich zwischen den heutigen Straßen Fössestraße, Dieckbornstraße und Davenstedter Straße) ein Güterbahnhof errichtet sowie Wohnhäuser gebaut. Heute erinnert nur noch der Platz Am Küchengarten im hannoverschen Stadtteil Linden-Mitte an die frühere Nutzung. Hier befindet sich die Kabarettbühne Theater am Küchengarten.
Der Berggarten in Herrenhausen wurde von Herzog Johann Friedrich 1666 als Küchengarten angelegt. Ab 1750 übernahm der Küchengarten in Linden vollständig diese Aufgabe, so dass der Berggarten seither ein botanischer Garten ist.
Der Küchengarten in Gera entstand im 17. Jahrhundert für die Versorgung des Schlosses Osterstein, der damaligen Residenz des Fürstenhauses Reuß jüngerer Linie. Er wurde anlässlich der Bundesgartenschau 2007 wieder in einen barocken Lustgarten umgestaltet.
Der Küchengarten in Schwerin war der Nutzgarten des Schweriner Schlosses. Er war einer der sieben Gärten der Bundesgartenschau 2009.
Die Bayerische Schlösserverwaltung stellte ab etwa 1990 den historischen Küchengarten von Schloss Veitshöchheim wieder her, der als „grünes Archiv“ alte Obst-, Gemüse- und Salatsorten erhält, neben Gewürzen und Heilkräutern. Außer Artischocken, Auberginen und Melonen findet man Mohn, Winterportulak und Ysop sowie seltene Obstsorten wie Goldparmäne, Gewürzluiken, Champagnerrenette und Gelben Bellefleur. Hofgärtner Johann Prokop Mayer (1737–1804) hatte hier, wie auch im Hofgarten der Würzburger Residenz, Formobstbäume mit „Kesselkronen“ eingeführt, die besser mit Nährstoffen versorgt und intensiver der Sonne ausgesetzt sind. Wärmebedürftige Arten wie Pfirsich, Quitte und Birne wuchsen, in verschiedene Formen gebracht, an Spalierzäunen vor schützenden Mauern. Auch in Würzburg wurde der Küchengarten wiederhergestellt: Hinter der Orangerie wachsen wieder alte Apfel- und Birnensorten sowie Beeren, wobei die Beete von niedrigen Kräuter- und Lavendelhecken eingerahmt sind.
2012 wurde der Küchengarten im Fürst-Pückler-Park Bad Muskau wiederhergestellt. Wasserbecken, Wärmemauern und Treibhäuser wurden restauriert, darunter das mit Rauchkanälen beheizte Ananashaus von 1834. Infolge von Reihenmischkultur kann auf Pestizide verzichtet werden.

## Weitere Länder
Auch in den USA finden sich inzwischen Potagers.